# Schmarotzer-Stumpfnasenaal
Der Schmarotzer-Stumpfnasenaal (Simenchelys parasiticus) lebt in einer Tiefe zwischen 300 und 1400 m.

## Merkmale
Der Kopf ist stumpf und hat ein kleines, querliegendes Maul. Die Kiefer und die Muskulatur sind sehr kräftig. Die Kiemenspalten sind kurz und liegen waagerecht unter den Brustflossen. Der Körper hat eine zylindrische Form, die ab dem After seitlich flacher wird. Die Haut ist mit verkümmerten Schuppen besetzt. Schmarotzer-Stumpfnasenaale können bis zu 61 cm lang werden.

## Verbreitung
Diese Aale kommen an der Ostküsten Kanadas, im westlichen und nördlichen Pazifik und vor den Küsten Südafrikas und Neuseelands vor. Man weiß nur noch nicht, ob es sich um ein und dieselbe Art oder um verschiedene Arten handelt. Auf jeden Fall sind die Stumpfnasenaale sehr häufig.

## Ernährung
Die Jungaale ernähren sich von kleinen Krebstieren. Die Erwachsenen leben vermutlich, zumindest zeitweise, parasitär, d. h., sie bohren sich in die Leiber anderer Fische hinein und fressen diese von innen her auf. Es scheint so, dass sie sich nur von Heilbutt und anderen großen Fischen ernähren, die entweder verletzt oder am Verenden sind.